# Loalwa Braz
Loalwa Braz Vieira Machado Ramos (Rio de Janeiro, 3 de junho de 1953 — Saquarema, 19 de janeiro de 2017) foi uma cantora e empresária brasileira. Viveu entre a França e o Brasil desde 2001 e na Suíça desde 2010, tendo sido a vocalista do grupo Kaoma, com o qual interpretou sucessos como Chorando se foi.
Ela foi morta em 2017 numa ação de latrocínio, que contou com a participação de um empregado da pousada que mantinha em Saquarema. Os três criminosos responsáveis, Wallace de Paula Vieira, Gabriel Ferreira dos Santos e Lucas Silva de Lima, foram condenados pelo crime.

## Biografia
Nascida e criada em Jacarepaguá, zona oeste do Rio, em uma família de classe média composta por músicos. Seu pai era chefe de orquestra popular, e a mãe, pianista clássica. A artista sempre foi influenciada pela música e desde a infância decidiu seguir este caminho. Com o piano clássico aos quatro anos, até a canção, onde ela começa sua carreira aos 12 anos de idade. Sofreu preconceito no início de sua carreira, pois apesar de ter formação em música clássica, optou por cantar ritmos mais populares, sua grande marca de sucesso.
Em 1985, decide viver em Paris após o show Brésil en Fête no Palais des Sports. Após um concurso para escolher uma vocalista para um grupo de lambada, Loalwa passou a integrar a banda Kaoma, grupo que durou de 1989 até 1998, quando lançou o seu último álbum na Europa. Loalwa nunca parou e seguiu cantando em português, continuando a levar o ritmo pelo mundo.
Loalwa apresentou-se no Paradis Latin, Méridien (Paris), Olympia (88 e 92), TLP Dejazet, New Morning, Zenith, Madison Square Garden, London Palladium, Waldorf, Astoria e outros.[carece de fontes?]
Loalwa compôs e cantou três músicas para a indústria cinematográfica; duas canções no filme Le Roi Desperados - produzido pelo estúdio de televisão francês Canal+ - e interpretou com a Orquestra Filarmônica de Londres, na trilha sonora do filme Dis-moi oui; dirigido por Alexandre Arcady e com música de Phillipe Sarde.
Seguia a sua carreira solo e dirigia também sua firma Braz Brasil Produções, voltada para a divulgação das artes brasileiras através dos continentes.
Em 2011 lançou novo disco solo, Ensolarado, com participação de artistas da África, Caribe e América Latina.
Quando se mudou para Paris, em 1985, cantava jazz em clubes e casas noturnas, onde conheceu um francês, com quem se casou e teve dois filhos. Antes de morrer, estava casada, mas o marido ficou na França, enquanto ela foi morar em sua pousada na Região dos Lagos, Estado do Rio de Janeiro. A cantora estava tratando um câncer antes de vir a óbito.

## Morte
Depois de sua vida na Europa, Loalwa resolveu voltar ao Brasil e abriu uma pousada em Saquarema, na Região dos Lagos do Rio. Na madrugada de 19 de janeiro de 2017, homens invadiram o local para cometer um assalto, que Loalwa tentou impedir. Na ação, ela gritou por socorro, o que foi ouvido por empregados do local, mas os criminosos conseguiram fugir, levando a cantora em seu próprio carro. A polícia foi avisada, iniciou as buscas e encontrou o corpo no carro incendiado na manhã do mesmo dia, na Estrada da Barreira, no Distrito de Bacaxá.
Inicialmente a polícia não tinha suspeitos, mas ao colher os depoimentos dos empregados da pousada, suspeitaram de um caseiro. Ele estava visivelmente nervoso e com a camisa rasgada e quando perguntado sobre o motivo, disse que também havia sido vítima dos criminosos. Sua mentira, no entanto, não se sustentou e ele acabou confessando o crime, dando também os nomes de seus dois comparsas. Até o final do mesmo dia do crime, todos os três tinham sido presos.
Ao final das investigações, segundo o G1, "a Polícia Civil informou que o trio bateu na mulher com um galho e usou uma faca na abordagem do assalto, dentro da pousada. Como Loalwa gritava muito, eles a levaram para o carro para tirá-la do local. Na fuga, o carro teria apresentado problemas no motor e, por isso, eles decidiram colocar fogo no veículo com ela dentro".
O corpo de Loalwa só foi liberado no dia 13 de março de 2017, após autorização judicial. Ela foi enterrada no Espírito Santo no dia 16 de março.
No dia 08 de janeiro de 2018, o caseiro Wallace de Paula Vieira foi condenado a 37 anos de prisão, enquanto seus cúmplices Gabriel Ferreira dos Santos e Lucas Silva de Lima foram condenados, respectivamente a 28 e a 22 anos.
"A denúncia que levou à condenação indicou que a cantora estava dormindo na pousada quando os três arrombaram a porta do quarto e a agrediram com pauladas, golpes de faca, chutes, socos e a enforcaram, enquanto Loalwa pedia socorro", escreveu o Jus Brasil.

## Discografia
Solo
- Brésil (1989)
- Recomeçar (2003)
- Ensolarado (2011)

Com Kaoma
- Worldbeat (1989)
- Tribal-Pursuit (1991)
- A La Media Noche (1998)